# Euphorbia angularis
Euphorbia angularis ist eine Pflanzenart aus der Gattung Wolfsmilch (Euphorbia) in der Familie der Wolfsmilchgewächse (Euphorbiaceae).

## Beschreibung
Die sukkulente Euphorbia angularis bildet Sträucher mit einer dichten Verzweigung aus und wird bis 2 Meter hoch. Die vierkantigen Triebe sind stark ausgebreitet und niederliegend. Sie sind mit Einschnürungen in ungleichmäßige und eiförmige Abschnitte gegliedert, die 15 Zentimeter lang und 12 Zentimeter breit werden. An den etwas flügelartigen Kanten stehen leicht buchtige Zähne in einem Abstand von 10 bis 25 Millimeter zueinander. Die Dornschildchen bilden einen etwa 2,5 Millimeter breiten Hornrand aus. Es sind Dornen bis 1 Zentimeter Länge und kleine Nebenblattdornen vorhanden. Auf beiden Seiten des Blütenstandes wird jeweils ein Dorn ausgebildet.
Es werden ein bis drei Cymen ausgebildet, die in einer waagerechten Linie stehen und ein- bis dreifach gegabelt sind. Der starke Blütenstandstiel wird bis 3 Millimeter lang. Die Cyathien werden etwa 9 Millimeter groß, die elliptischen Nektardrüsen sind gelb gefärbt und berühren sich. Die tief gelappte Frucht wird etwa 8 Millimeter lang und 16 Millimeter breit. Sie steht an einem dicken, bis 7 Millimeter langen Stiel. Der kugelförmige Samen erreicht etwa 3,5 Millimeter im Durchmesser und ist glatt.

## Verbreitung und Systematik
Euphorbia angularis ist in Mosambik auf der Insel Goa verbreitet.
Die Erstbeschreibung der Art erfolgte 1861 durch Johann Friedrich Klotzsch. Ein Synonym ist Euphorbia abyssinica var. mozambicensis Boiss. (1862).